# TOI-700
TOI-700はかじき座の方向に約100光年離れた位置にある恒星である。TOI 700と表記されることもある。周囲を4つの太陽系外惑星が公転していることが知られている。

## 特徴
| 太陽 | TOI-700   |
| ---- | --------- |
| 太陽 | Exoplanet |

TOI-700は太陽の約4割の質量と半径を持つ典型的な赤色矮星であり、スペクトル分類はM1V型からM3V型の間とされている。光度は太陽の2.3%しかない。
形成されてから少なくとも15億年が経過していると見られている。11ヶ月間に及ぶ観測では、TOI-700の表面でフレアなどの活発な恒星活動は確認されていない。
当初、TOI-700は実際よりも遥かに高温の恒星であると考えられていたが、後にその観測データが誤りであることが判明している。
TOI-700という名称の「TOI」は、太陽系外惑星探索衛星であるTESSの観測により惑星が存在する可能性が示された天体がリストアップされるカタログ（TESS Objects of Interest）を意味し、ドップラー分光法や直接観測法といった他の観測方法による追加観測が実施される対象となる。TOI-700は他にも「TIC 150428135」や「2MASS J06282325-6534456」とも呼ばれ、またガイア計画の観測対象でもあったことから「Gaia DR2 5284517766615492736」という名称も与えられている。

## 惑星系

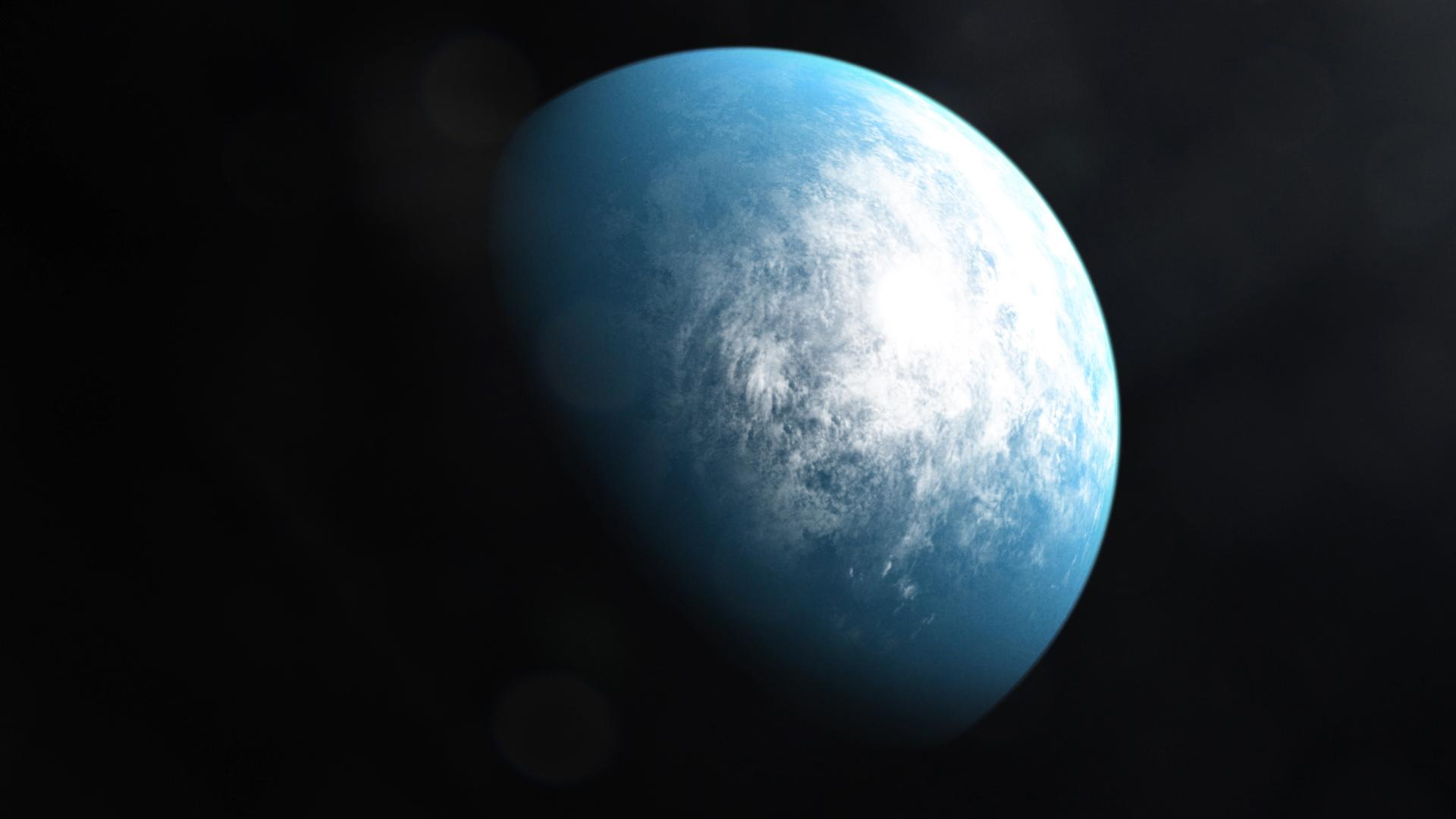
TOI-700 dの想像図

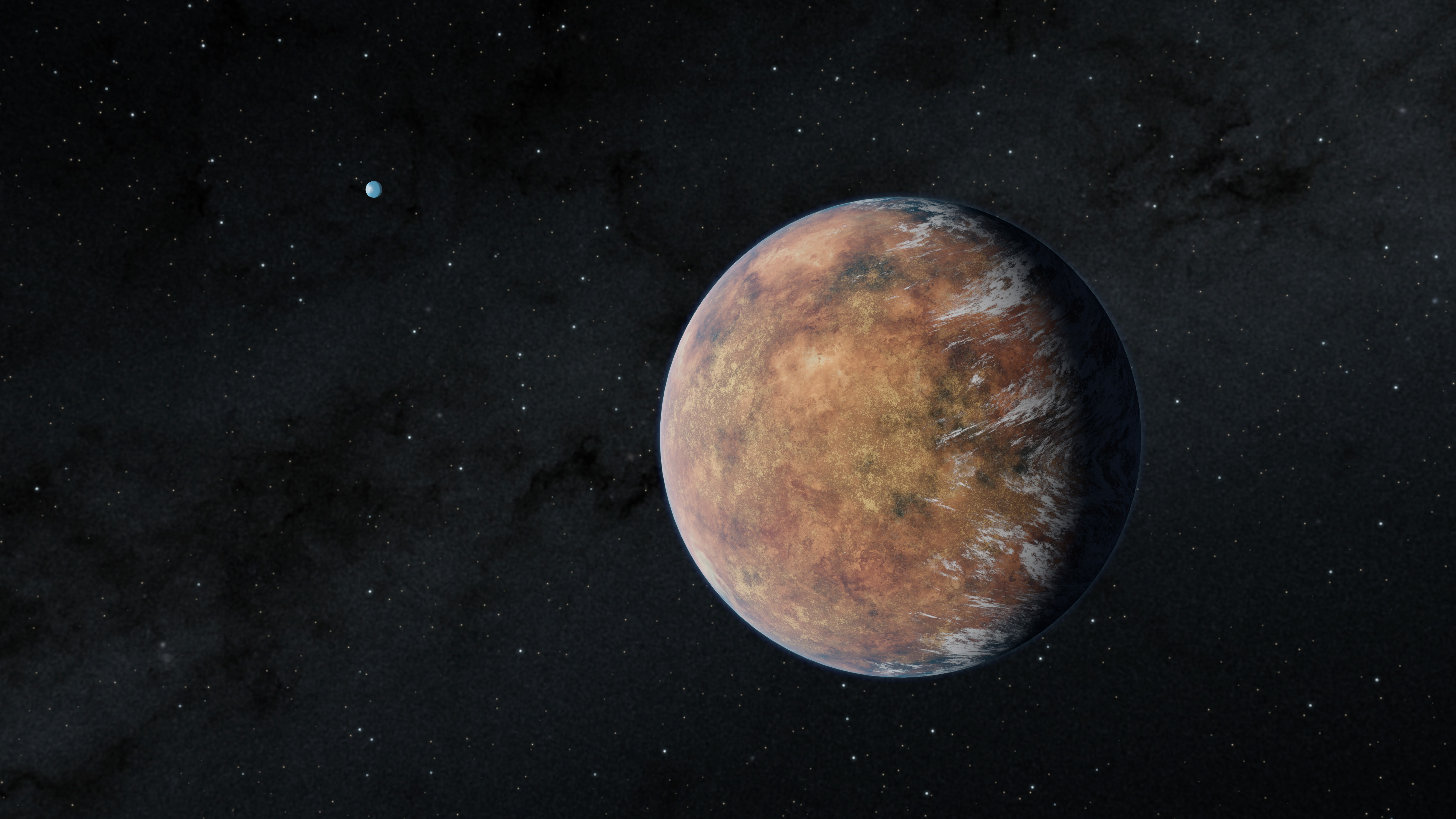
TOI-700 eの想像図

2020年1月、TOI-700の周囲を3つの太陽系外惑星が公転していることが太陽系外惑星探索衛星TESSによるトランジット法（食検出法）での観測データから判明したと発表された。これらの惑星はいずれも潮汐固定を受けて自転と公転の同期が発生していると考えられている。このうち、最も外側を公転している惑星TOI-700 d（TOI 700 d）は地球の約1.2倍の大きさを持つ岩石惑星とされ、水が液体の形態で存在できる領域であるハビタブルゾーン内を公転しているとされている。TESSがハビタブルゾーン内を公転している地球規模の惑星を発見したのはこれが初めてである。
残る2つの惑星のうち、最も内側を公転しているTOI-700 b（TOI 700 b）は地球とほぼ同じ大きさを持つ岩石惑星、その1つ外側を公転しているTOI-700 c（TOI 700 c）は地球と海王星の中間の規模を持つガス惑星である可能性が高い。この2つの惑星は最も外側の惑星dよりも急速に形成されたされたことにより、多くのガスを大気として纏っている可能性があるが、一番外側の惑星dはゆっくりと形成されたため、それほど大量のガスを大気として纏わなかったと考えられている。また、真ん中にある惑星cだけ他の2つより規模が大きいことから、この惑星系で長期的な惑星移動が発生した可能性が示されている。
これらの惑星の発見はハワイのホノルルで行われたアメリカ天文学会第235回会合で発表された。
また、2021年11月には新たに約27.8日の公転周期を持つ、大きさが地球の約0.95倍の惑星候補「TOI-700.04」が存在する可能性が示されている。この惑星候補は、2023年1月9日に確認され、TOI-700 e（TOI 700 e）と指定された。惑星eはcとdの間を公転しており、楽観的なハビタブルゾーン内に位置している地球型惑星とされる。これにより、TOI-700の周囲にはハビタブルゾーン内に存在する惑星が2個存在することが判明した。
| 名称 （恒星に近い順） | 質量                        | 軌道長半径 （天文単位） | 公転周期 (日)               | 軌道離心率         | 軌道傾斜角           | 半径                  |
| --------------------- | --------------------------- | ----------------------- | --------------------------- | ------------------ | -------------------- | --------------------- |
| b                     | 1.07+0.80 −0.43 M⊕          | 0.0677+0.0011 −0.0011   | 9.977219+0.000041 −0.000038 | 0.075+0.093 −0.054 | 89.60+0.27 −0.29°    | 0.914+0.053 −0.049 R⊕ |
| c                     | 7.48+5.89 −3.30 M⊕          | 0.0929+0.0015 −0.0015   | 16.051137+0.000020 −0.00020 | 0.068+0.070 −0.049 | 88.903+0.071 −0.087° | 2.60+0.14 −0.13 R⊕    |
| e                     | 0.845+0.67 −0.34（予測） M⊕ | 0.1340+0.0022 −0.0022   | 27.80978+0.00046 −0.00040   | 0.059+0.057 −0.042 | 89.60+0.21 −0.16°    | 0.953+0.089 −0.075 R⊕ |
| d                     | 1.72+1.29 −0.63 M⊕          | 0.1633+0.0027 −0.0027   | 37.42396+0.00039 −0.00035   | 0.042+0.045 −0.030 | 89.80+0.12 −0.10°    | 1.073+0.059 −0.054 R⊕ |